# Elena Cernenko
Elena Egorovna Cernenko (în rusă Елена Егоровна Черненко) (n. 17 aprilie 1957, satul Fokino, regiunea Briansk, Federația Rusă) este un om politic din Transnistria, care îndeplinește funcția de ministru al economiei al auto-proclamatei Republici Moldovenești Nistrene (din 2000).

## Biografie
Elena Cernenko s-a născut la data de 17 aprilie 1957, în satul Fokino din regiunea Briansk (astăzi în Federația Rusă), într-o familie de naționalitate rusă. Începând din anul 1975 a lucrat pe posturile de contabil și apoi contabil șef la Fabrica de cărămizi din Tiraspol. A absolvit în anul 1981 Institutul de Economie Națională din Odessa, obținând calificarea de economist.
În anul 1986 devine contabil șef la Fabrica de produse de material plastic "Moldavizolit" din Tiraspol, apoi în 1989 se transferă ca director cu probleme economice la Fabrica de cărămizi din Tiraspol. Începând din anul 1992 lucrează contabil-șef și director financiar la întreprinderea mixtă italiano-transnistreană "Tirpa" din Tiraspol, care produce mulaje pentru încălțăminte sintetică și mașini de turnat mulaje.
În august 2000, Elena Cernenko a fost numită în funcția de ministru al economiei al auto-proclamatei Republici Moldovenești Nistrene, fiind reconfirmată în această funcție în ianuarie 2007. În această calitate, ea se ocupă de atragerea de investiții străine și de procesul de privatizare a întreprinderilor transnistrene. Ea a avut un rol important în soluționarea conflictul vamal dintre Transnistria și Ucraina.
Elena Cernenko a fost decorată cu Ordinul "Gloria muncii", cu Medalia "Pentru muncă susținută" și are și titlul de "Muncitor fruntaș al RMN". Este căsătorită și are două fete. Este prietenă cu fostul ministru al educației, Elena Bomeșko, o altă femeie membră a cabinetului lui Igor Smirnov.

## Activitatea de ministru
După cum a prezentat într-un interviu acordat cotidianului românesc "Averea", Transnistria derulează legături economice cu diferite state prin firme-tampon, înregistrate la Chișinău. Astfel exportul mărfurilor transnistrene (oțelurile combinatului metalurgic de la Râbnița, textile, încălțăminte, cereale, coniacul Kvint) a atins  valoarea de 1,216 miliarde dolari, fiind orientat cu precădere spre următoarele piețe: 37% în Federația Rusă, 20% în Ucraina, 8% în SUA.
De asemenea, în Transnistria se derulează un proces de privatizare al întreprinderilor nerentabile și energofage, cu tehnologie depășită moral, Ministerul Economiei oferind consultanță noilor proprietari pentru realizarea de programe de investiții pentru o treptată rentabilizare, în scopul reducerii problemelor sociale. Rusia sprijină constituirea de societăți mixte în Transnistria, garantând consumul pe piața proprie a mărfurilor produse în regiunea separatistă .
Elena Cernenko a precizat în septembrie 2007 că Transnistria are nevoie de un ajutor financiar în mărime de 65 milioane dolari pentru a ieși din criză, din care “35 de milioane USD sunt necesare pentru a acoperi pierderile din domeniul agrar și tot atât pentru a curma inflația, determinată de creșterea prețurilor la produsele alimentare”. De asemenea, republica separatistă avea acumulate datorii de 102,6 milioane USD față de concernul “Gazprom”, autoritățile de la Tiraspol luând decizia de a sista achitările pentru consumul de gaze naturale pentru a folosi banii respectivi pentru plata pensiilor. Ea a făcut un demers oficial către Duma de Stat a Rusiei, privind acordarea unui nou suport financiar .
În presă au apărut acuzații la adresa sa că a fost implicată între anii 1996-1998 într-o evaziune fiscală de 7 miliarde de ruble transnistriene, din poziția sa de contabil-șef la compania „Tirpa”. De asemenea, se vehiculează și ideea că ar fi patronat o serie de privatizări dubioase ale unor întreprinderi transnistrene .